# 3655 Євпраксія
3655 Євпраксія (3655 Eupraksia) — астероїд головного поясу, відкритий 26 вересня 1978 року.
Тіссеранів параметр щодо Юпітера — 3,013.